# Richard Pankhurst
Richard Marsden Pankhurst, född 1834, död 5 juli 1898, var en engelsk advokat och socialist som var en stark anhängare av kvinnors rättigheter.
Han gifte sig 1879 med Emmeline Pankhurst. Paret fick fem barn, däribland Christabel, Adela och Sylvia Pankhurst.  
Han är morfar till Richard Pankhurst (1927–2017) och farmors far till Helen Pankhurst (född 1964). 